# Robert William Hackett
Robert William Hackett, Jr (ur. 16 sierpnia 1959 w Yonkers) – amerykański były pływak, medalista olimpijski i były rekordzista świata. Reprezentował Stany Zjednoczone na Letnich Igrzyskach Olimpijskich w 1976 roku w Montrealu, jako 16-latek, gdzie zdobył srebrny medal na 1500 metrów stylem dowolnym, kończąc za amerykańskim kolegą Brianem Goodellem.
Jest zdobywcą dwóch medali pływackich mistrzostw świata, te medale wywalczył na czempionacie w Berlinie. W swojej karierze otrzymał także trzy medale igrzysk panamerykańskich, w 1975 oraz 1979 roku.
Trenował pod okiem Joego Bernala.
Hackett nadal utrzymuje jeden z najstarszych rekordów krajowych grupy wiekowej 15:03.91 na 1500 metrów stylem dowolnym. Ustanowił rekord przez pobicie poprzedniego, z 1976 roku na Igrzyskach Olimpijskich.
Obecnie Hackett mieszka i pracuje w Nowym Jorku, w pobliżu stacji metra, gdzie dorastał. Zarabia na życie handlując nieruchomościami, a także dobroczynnie jest trenerem Boys and Girls Club w Northern Westchester Marlins.